# Arthrostylidium berryi
Arthrostylidium berryi är en gräsart som beskrevs av Emmet J. Judziewicz och Gerrit Davidse. Arthrostylidium berryi ingår i släktet Arthrostylidium och familjen gräs. Inga underarter finns listade i Catalogue of Life.